# Edificio en calle Sant Llorenç 27 de Alcoy
El edificio en la calle Sant Llorenç número 27, situado en la ciudad de Alcoy (Alicante), España, es un edificio residencial de estilo modernista valenciano construido en el año 1913, que fue proyectado por el arquitecto Vicente Pascual Pastor.

## Descripción
El edificio fue realizado por el arquitecto alcoyano Vicente Pascual Pastor en 1913. Consta de planta baja, cuatro plantas y ático. 
En el edificio, de dimensión estrecha, destacan sus ventanales de estilo modernista, así como los balcones y las barandillas de hierro forjado con ornamentación vegetal.
El bajo del edificio aparece numerado en un rótulo con el número 33, que debe corresponder a la antigua númeración de la calle.